# Chae Ho-ki
Chae Ho-ki (hangeul : 채호기) est un poète moderne sud-coréen né le 13 octobre 1957.

## Biographie
Chae Ho-ki est né le 13 octobre 1957, à Daegu en Corée du Sud. Il publie son premier poème en 1988, et est considéré depuis ce temps comme une des voix majeures de la poésie coréenne.
En 2002, il est récompensé du Prix Kim Soo-young pour Nénuphars.

## Œuvre
La poésie coréenne recherche traditionnellement une forme d'union émotionnelle avec le sujet, avec des thèmes de prédilection comme la nature, Chae Ho-ki s'éloigne pourtant de cette préoccupation pour supprimer la frontière entre le sujet et le langage dans la poésie. Son premier recueil de poèmes, Amour féroce (Jidokhan sarang), rejette l'idée de l'amour comme état émotionnel pour mettre en valeur l'amour physique et l'éphémère : « Comme le train se traînant dans l'antre ombrageuse de ton corps / Des lames bleues pénétrantes / Cet amour féroce / Enterrant ton cercueil dans mon ventre / J'enterre mon cercueil dans ton ventre ». La notion de désir est personnifiée dans son poème Gay triste (Seulpeun ge-i), dans lequel un homme homosexuel se métamorphose en une autre personne à travers un procédé mécanique qui lui permet de changer les parties de son corps : « Tes deux yeux dans ma paume / Je sors mes yeux et je les range dans les chaussettes / J'arrache tous mes cheveux / Je couvre ma tête avec tes cheveux ». La poésie de Chae recherche ainsi cette union parfaite des éléments, en incorporant des thématiques souvent liées au corps.